# Astragalus sarbasnensis
Astragalus sarbasnensis är en ärtväxtart som beskrevs av Boris Fedtjenko. Astragalus sarbasnensis ingår i släktet vedlar, och familjen ärtväxter. Inga underarter finns listade i Catalogue of Life.